# بيت صليبي
بيت صليبي أو مزرعة بيت صليبي هي إحدى القرى اللبنانية من قرى قضاء بعلبك في محافظة بعلبك الهرمل.

## الموقع
تقع بيت صليبي على ارتفاع 1300 م عن مستوى سطح البحر، وتبعد عن العاصمة بيروت77 كلم، وهي غربي بلدة شمسطار بعدا عنها بحوالي 3 كيلومتر في حضن جبل صنين التي يحدها شمالا ارض حرجية تابعة لبلدة طاريا، وجنوبا ارض حرجية تابعة للبلدة.

## عائلاتها
تشمل هذه القرية العائلات التالية: صليبي، ملاح، شحاده، ديراني، سويدان.
ويبلغ عدد سكانها حوالي 700 نسمة.

## مميزاتها
تتميز قرية بيت صليبي عن غيرها باشجار السنديان والملول المعمّرة منذ القدم، بهوائها العليل صيفًا والبارد شتاء. كما تشتهر بزراعة الورد الجوري المستخرج منه ماء الورد، والبعض القليل من سكانها مازال يهتم بتربية المواشي وتربية النحل.

## مواردها الطبيعية
يرتوي اهالي البلدة من بئر ارتوازي على عمق 650 متر ذي مياه عذبة بالإضافة إلى مياه نبع في الجرود المرتفعة يقال له عين ام دبين. هذا بالإضافة إلى الزراعة المذكورة سابقا.

## حالتها التعليمية
يوجد فيها مدرسة رسمية ضعيفة التحصيل تحتاج إلى رعاية واهتمام من الدولة.